# Gmina Coon

Położenie Gminy Coon w hrabstwie Buena Vista

Gmina Coon (ang. Coon Township) – gmina w USA, w stanie Iowa, w hrabstwie Buena Vista. Według danych z 2000 roku gmina miała 237 mieszkańców.